# Rorýs vlaštovčí
Rorýs vlaštovčí (Panyptila sanctihieronymi) je malý pták z řádu svišťounů (Apodiformes).

## Popis
Rorýs vlaštovčí je 18–20 cm velký. Jeho ocas je dlouhý, hluboce vidlicovitý, křídla má dlouhá.
Jeho šat je černý s výraznou bílou bradou, bílým hrdlem přecházejícím v bílý obojek zasahujícím zčásti až na hruď, s bílými proužky po stranách čela, s výrazně bílými konci loketních a ramenních letek a boky.
Staví si velká trubkovitá hnízda ze suchých chomáčků chmýří semen a ptačího peří, které slepuje svými slinami.

## Rozšíření
Je rozšířen ve Střední Americe od Kostariky, přes Nikaraguu, Honduras a Guatemalu až do jihozápadního Mexika.
Obývá subtropické a vlhké tropické horské lesy, vysoko položené odlesněné křovinaté oblasti.